# Accademia Teologica di San Pietroburgo
L'Accademia Teologica di San Pietroburgo (in russo Санкт-Петербургская духовная академия?) è un seminario teologico di San Pietroburgo in Russia. 

## Descrizione
L'accademia conferisce master e dottorati, prepara teologi e sacerdoti per la Chiesa ortodossa orientale. Fu fondata nel 1797 da Gabriel (Petrov), metropolita di San Pietroburgo, collegata al monastero di Aleksandr Nevskij.
All'inizio del XX secolo, l'Accademia Teologica di San Pietroburgo era una delle quattro accademie religiose della Chiesa ortodossa russa, insieme a quelle di Mosca, Kiev e Kazan. La classe del 1898 aveva un totale di 235 studenti che frequentavano regolarmente le lezioni.
Da non confondere con l'Accademia Teologica cattolica della stessa città (entrambe accademie imperiali) fondata nel 1831 ed "emigrata" in Polonia  dopo il 1917 e oggi conosciuta come Università Cattolica di Lublino.